# Fray Torero
Fray Torero es una película española de 1966, dirigida por José Luis Sáenz de Heredia. Se trata de una adaptación a la gran pantalla de la obra teatral Los Gabrieles, escrita por Ramón López Montenegro y Ramón Peña y publicada en la colección La Novela Cómica. Cuenta con la actuación de Paco Camino en el papel principal. La cinta, de 107 minutos de duración, tuvo como productor a Marciano de la Fuente. Antón García Abril se encargó de la composición de la música que la acompaña.

## Elenco
| - Paco Camino - Antonio Garisa - Sancho Gracia - Manuel Dicenta - Joaquín Roa - José Alfayate - Pedro Porcel - Antonio Riquelme - Félix Fernández - Roberto Font - Ángel Calero - Agustín González - José Prada - Mariano Ozores Francés - Adriano Domínguez | - Mercedes Barranco - José Sazatornil - Manuel Alexandre - Rafael Hernández - Xan das Bolas - Pedrín Fernández - Valeriano Andrés - José Marco Davó - José Orjas - Carlota Bilbao - Esther Vázquez - Luis Sánchez Polack - Vicente Bañó - Angélica María |